# Regimiento de Reconocimiento Especial
El Regimiento de Reconocimiento Especial (SRR, en inglés: Special Reconnaissance Regiment) es un regimiento de fuerzas especiales del Ejército Británico. Junto con el Servicio Especial de Embarcaciones (SBS) y el Servicio Aéreo Especial (SAS) integra las Fuerzas Especiales del Reino Unido (UKSF).
Formado en 2005, el regimiento se encarga de tareas de vigilancia y reconocimiento especial.  Además  de relevar al Servicio Aéreo Especial y al Servicio de Embarcaciones Especiales en actividades de "lucha contra el terrorismo".